# Bertel Dahlgaard
Bertel Dahlgaard (7. november 1887 på Hesthave ved Rødding – 31. marts 1972 i Gentofte) var en dansk politiker og minister.

## Tidlige liv
Dahlgaard var søn af gårdejer Poul Dahlgaard, Hesthave mellem Rødding og Krejbjerg i Salling. Han kom efter ophold på Salling Højskole, Jebjerg, Dalum Landbrugsskole samt Askov Højskole til København. Efter en børnelammelse måtte han opgive at blive landmand og føre gården videre. Gården blev senere overtaget af søsteren Mitte og hendes mand Gudik Gudiksen (senere radikal af Landstinget). 
I København tog Dahlgaard på kursus studentereksamen 1907-09, hvorefter han startede på studier på Københavns Universitet. Han blev cand.polit. Fra 1913 var han ansat som embedsmand på Københavns Kommunes statistiske kontor, som han blev chef for i 1922. Fra 1915-1917 var han formand for Radikal Ungdom.

## Medlem af Folketinget
Han blev i Skive-kredsen valgt til Folketinget i 1920 for Det Radikale Venstre, og blev således personificeringen af den gamle radikale højborg i Skive, idet han var kredsens folketingsmand i 40 år til 1960. Han bevarede et tæt forhold til kredsen livet igennem. Ved hans 25 års-jubilæum i 1945 forærede kredsen ægteparret Dahlgaard et stykke smukt beliggende hedejord. Her byggede parret sig senere et sommerhus, der nu ligger lige nord for Sallingsundbroen. 
I politiske kredse blev Dahlgaard kendt som en dreven taktiker i politiske forhandlinger, samtidig med at det idealistiske præg med tiden forsvandt til fordel for en mere pragmatisk holdning til mange politiske spørgsmål, f.eks. medlemskabet af NATO. Dahlgaard var indenrigsminister i Thorvald Staunings regering fra 1929-1940 og blev i 1957 økonomiminister og minister for nordiske anliggender i H. C. Hansens regering og havde samme post i Viggo Kampmanns regering 1960-1961.

## Død og eftermæle
Han døde 31. marts 1972 i Gentofte, og er begravet på Gentofte Kirkegård.
Bertel Dahlgaards søn Lauge Dahlgaard og sønnesøn Frank Dahlgaard blev også folketingsmedlemmer for hhv. Det Radikale Venstre og Konservative Folkeparti.

## Publikationer
- Bertel Dahlgaard, Kamp og Samarbejde. Nærbilleder af dansk politik og politikere gennem 40 år, Forlaget Fremad 1964